# APE (azienda)

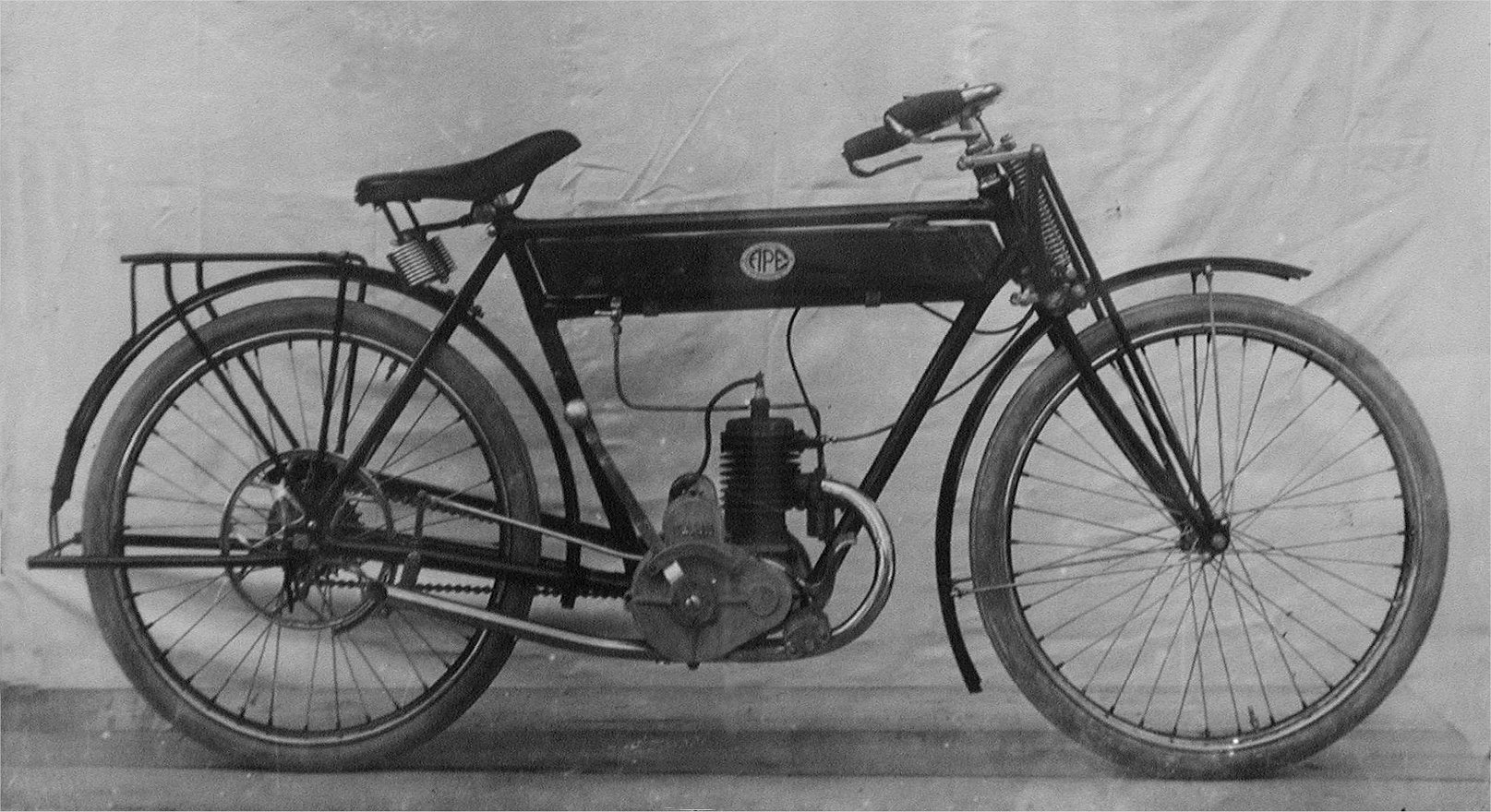
Una rara foto della motoleggera APE

La APE era un'azienda motociclistica italiana, attiva dal 1923 al 1925.
La APE (acronimo di Agostinelli Peroni) venne fondata nel 1923 presso l'officina meccanica situata in località Cirenaica di San Michele al Fiume. I fondatori erano Ermanno Agostinelli, meccanico e tornitore titolare dell'officina e Luigi Peroni, direttore dell'Ufficio postale e fotografo di Mondavio e appassionato motociclista (nonché fratello del musicista Alessandro Peroni).
I due si avvalsero della collaborazione di Umberto Carloni, garzone di bottega e nipote dell'Agostinelli, cui era affidato il collaudo delle moto. Carloni in seguito ottenne qualche notorietà sportiva come pilota.
Nei due anni di esercizio, l'azienda produsse un limitato numero di motoleggere, nelle versioni Ape Sport e Ape Turismo, sottocanna dotate di motore a due tempi di 98 cm³, costruito dalla francese Train e montato per la prima volta su un telaio italiano.
Il logo aziendale era costituito dalla scritta APE color oro in campo tricolore a barre oblique, inserito in una ellisse bordata in oro e con la scritta nera MONDAVIO sovrapposta, centrale e in caratteri piccoli su barra longitudinale dorata
Non risulta alcun esemplare di motociclette APE conservato.